# William Alexander Graham
William Alexander Graham, född 5 september 1804 i Lincoln County, North Carolina, död 11 augusti 1875 i Saratoga Springs, New York, var en amerikansk politiker. Han representerade North Carolina i USA:s senat 1840-1843. Han var guvernör i North Carolina 1845-1849. Han tjänstgjorde som USA:s marinminister i Millard Fillmores kabinett 1850-1852. Han var Whigpartiets vicepresidentkandidat i presidentvalet i USA 1852.
Graham utexaminerades 1824 från University of North Carolina at Chapel Hill. Han inledde 1825 sin karriär som advokat i Hillsborough.
Senator Robert Strange avgick 1840 och efterträddes av Graham. Han efterträddes i sin tur 1843 av William Henry Haywood. Graham efterträdde 1845 John Motley Morehead som guvernör. Han efterträddes 1849 av Charles Manly.
President Fillmore utnämnde 1850 Graham till marinminister. Han efterträddes 1852 av John P. Kennedy. Whig-partiet nominerade 1852 Winfield Scott till presidentkandidat och Graham till vicepresidentkandidat. De förlorade valet mot demokraterna Franklin Pierce och William R. King.
Graham var ledamot av Amerikas konfedererade staters senat 1864-1865. Han var förmedlare i gränstvisten mellan Virginia och Maryland 1873-1875. Hans grav finns på Hillsborough Old Town Cemetery i Hillsborough, North Carolina.
Graham och Graham County i North Carolina har fått sina namn efter William Alexander Graham.